# SSE2
SSE2 es el acrónimo de Streaming "Single Instruction Multiple Data" Extensions 2 es uno de los conjuntos de instrucciones de la arquitectura IA-32 SIMD. Fue utilizada por primera vez en la primera versión del Pentium 4 en 2001. Estas extensiones están diseñadas para el trabajo avanzado con gráficos 3D, codificación y decodificación de vídeo, reconocimiento de voz, comercio electrónico, Internet, aplicaciones de ingeniería y científicas, etc.
Las extensiones SSE2 siguen el mismo modelo que las utilizadas en los predecesores SSE y MMX manteniendo compatibilidad con esas extensiones, pero amplía su modelo con soporte para paquetes de valores flotantes de precisión doble y para paquetes de enteros de 128 bits.
Se diferencian entre los tipos de datos:
- Paquetes de números dobles en coma flotante de 128 bits.
- Paquetes de byte de 128 bits
- Paquetes de palabra de 128 bits
- Paquetes de doble palabra de 128 bits
- Paquetes de cuádruple palabra de 128 bits

Las nuevas instrucciones se pueden dividir según operaciones de paquetes y escalares de precisión doble, conversiones, extensión a 128 bits de instrucciones MMX, y mejoras de las instrucciones de almacenamiento en la memoria intermedia.

## Principales tipos de instrucciones

### SIMD flotantes en precisión doble
Para cada introducción SSE de doble en precisión simple, existe la correspondiente en precisión doble en SSE2, excepto para funciones recíprocas RCPPS, RCPSS, RSQRTPS y RSQRTSS.

### Conversión
Además de los tipos previamente existentes, SSE2 añade los escalares en precisión doble y los paquetes en precisión doble,
por lo que se añaden instrucciones de conversión para conectar estos nuevos tipos, como son: CVTPS2PD, CVTPD2PS.
En el siguiente gráfico se muestra el esquema de conversiones posibles:

### Extensión a 128 bits de MMX
Cada instrucción MMX, excepto las EMMS, es ampliada a 128 bits implementando la misma funcionalidad en un tipo de dato mayor. Y lo mismo sucede con las instrucciones de SSE.
Como ejemplos de estas instrucciones:
- Movimiento: MOVDQA (de 16 bits alineados), MOVDQU, MOVDQ2Q y MOVQ2DQ.
- Aritméticas: PADDQ y PSUBQ
- Shuffle: PSHUFD, PSHUFHW y PSHUFLW
- Shift: PSLLDQ y PSRLDQ
- Desempaquetamiento: PUNPCKHQDQ y PUNPCKLQDQ

### Cacheabilidad
SSE2 introduce varias instrucciones de control de caché. SLFLUSH escribe e invalida la línea de caché asociada a una dirección lineal especificada. Esta instrucción, puede ser usada en todos los niveles privilegiados.
La instrucción SFENCE de SSE se ve suplementada por LFENCE y MFENCE en SSE2 LFENCE garantiza que cada carga con esta instrucción tras ella será globalmente visible antes de la siguiente instrucción. MFENCE es similar excepto por que carga y almacenamiento se consideran unidos.
Otras instrucciones de movimiento no temporales son:
- MOVNTPD, MOVNTDQ: si se usan operandos en memoria, estos han de ser de 16 bits alineados.
- MASKMOVDQU: similar a MASKMOVVQ en SSE pero usa un registro XMM y 128 bits en memoria, no necesariamente sin alineamiento necesario.
- MOVNTI: mueve el contenido de uno de los registros de propósito general sin "contaminar" la caché.
- PAUSE: alerta al procesador del subsiguiente bucle de espera para que el procesador pueda reducir el número de cargas especulativas, lo cual reducir la carga de trabajo cuando termina el bucle y además ahorra energía y recursos